# Urgence Mouega
Urgence Mouega, née le 16 novembre 1994, est une taekwondoïste gabonaise.

## Carrière
Urgence Mouega évolue d'abord dans la catégorie des moins de 62 kg, dans laquelle elle est médaillée d'or aux Jeux africains de 2011 à Maputo et médaillée de bronze aux Championnats d'Afrique de taekwondo 2012 à Antananarivo, aux Championnats d'Afrique de taekwondo 2014 à Tunis et aux Jeux africains de 2015 à Brazzaville. 
Elle concourt ensuite dans la catégorie des moins de 67 kg, remportant la médaille d'argent aux Championnats d'Afrique de taekwondo 2016 à Port-Saïd et la médaille de bronze aux Jeux africains de 2019 à Rabat.
Aux Championnats d'Afrique de taekwondo 2021 à Dakar, elle obtient la médaille d'or dans la catégorie des moins de 73 kg.
Elle est médaillée de bronze dans la catégorie des moins de 73 kg aux Championnats d'Afrique 2022 à Kigali ainsi qu'aux Championnats d'Afrique 2023 à Abidjan et médaillée d'argent dans cette même catégorie aux Jeux africains de 2023 à Accra.